# Марк Фадий Приск
Марк Фадий Приск (лат. Marcus Fadius Priscus) — римский политический деятель второй половины I века.
Поскольку надпись, в которой рассказывается о карьере Приска, найдена неподалеку от Тарракона, то можно сделать вывод, что он происходил из этих мест. Был ли он выходцем из сенаторской семьи, неизвестно. Его cursus honorum можно датировать приблизительно, так как мы знаем, что I Германский легион, где служил военным трибуном Приск, был распущен по приказу императора Веспасиана не позднее весны 71 года. До 68 года Фадий был куратором дорог. После 70/71 года он занимал должность квестора в провинции Ахайя. О дальнейшей его биографии нет никаких сведений.